# تشانغ مين (متزلج فني)
تشانغ مين (بالصينية: 张民) هو متزلج فني صيني، ولد في 24 مارس 1976 في كيكيهار في الصين.

## وصلات خارجية
- تشانغ مين على موقع الاتحاد الدولي للتزلج (الإنجليزية)
- تشانغ مين على موقع أوليمبيديا (الإنجليزية)